# 베이케어 볼파크
베이케어 볼파크(BayCare Ballpark)는 미국 플로리다주 클리어워터에 위치한 야구장이다. MLB 필라델피아 필리스의 스프링 트레이닝 장소이다.